# Aspersor

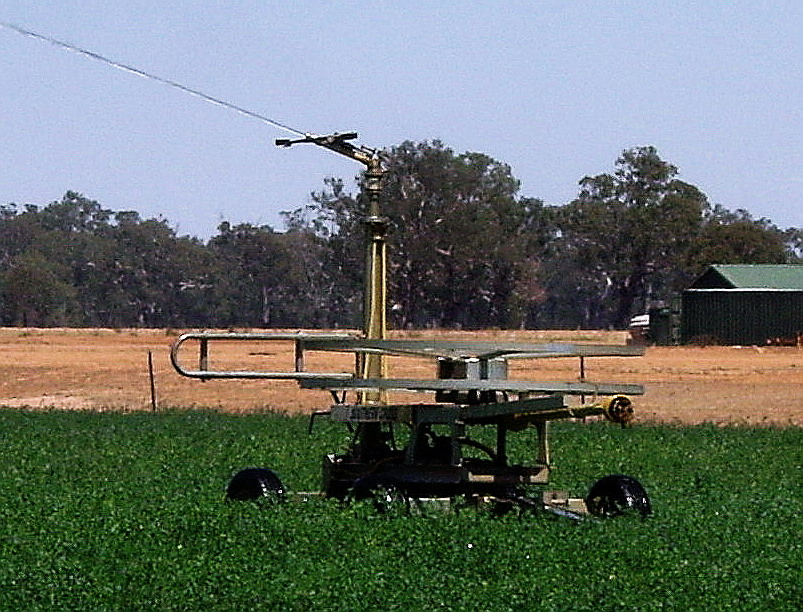
Tipo de aspersor autopropulsado.

Un aspersor es un dispositivo mecánico que en la mayoría de los casos transforma un flujo líquido presurizado en rocío, asperjándolo para fines de riego.
Es necesario comprender que la ventaja de un aspersor es la de expulsar el agua por medio de una cortina hasta donde sus capacidades de presión de salida y tipo de boquilla se lo permitan. 
Un chorro de agua asperjado es un conjunto aleatorio de gotas de agua que son expulsadas de un medio presurizado a otro con presión atmosférica, donde este conjunto de agua pulverizada guarda direcciones similares y velocidades diferentes (esto a causa de los tipos de boquilla) con el único objetivo de conseguir una cortina de agua lanzada al espacio de la manera más uniforme posible.
Los aspersores giratorios no son recomendados en campos grandes a menos que sea uno de mucha potencia.[cita requerida]

## Características de un aspersor
- Ángulo de disparo (siendo 27º el más eficiente)
- Tipo de boquilla (determina el tipo de rocío)
- La presión de salida del conducto presurizado

Los aspersores se calculan en la mayoría de los casos para minutos de trabajo, en los cuales, deberá haber trabajado con los dos siguientes factores:
- El gasto hidráulico medido en litros por segundo (l/s)
- El área a afectar con humedad medida en m²

Estos dos factores arrojaran la unidad de "lámina de riego" o "altura de riego" que se mide en cm o mm inundados.
La eficiencia de los aspersores está limitada por errores en la separación entre ellos, por errores en el cálculo de la lámina de riego, las depresiones topográficas a salvar entre ellos y por la fuerza del viento que, para un sistema presurizado unos 6 bar (90 libras por pulgada cuadrada), pierde eficiencia a una velocidad de viento de 15 km/h, siendo el sistema de aspersión ineficiente por completo a partir de una velocidad del viento de 30 km/h.

## Tipos de aspersores

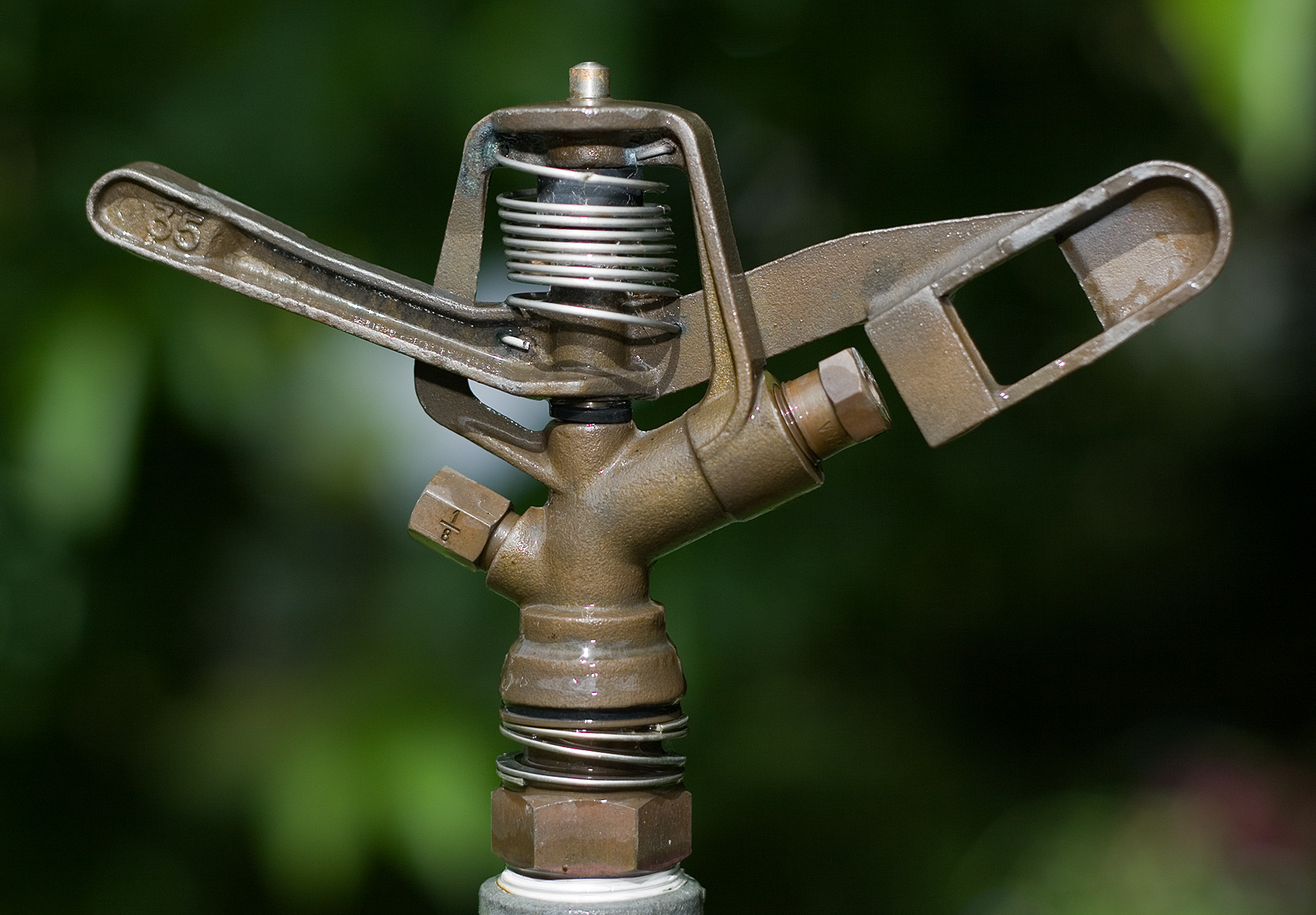
Aspersor de giro mecánico, también llamado de balancín o de péndulo.

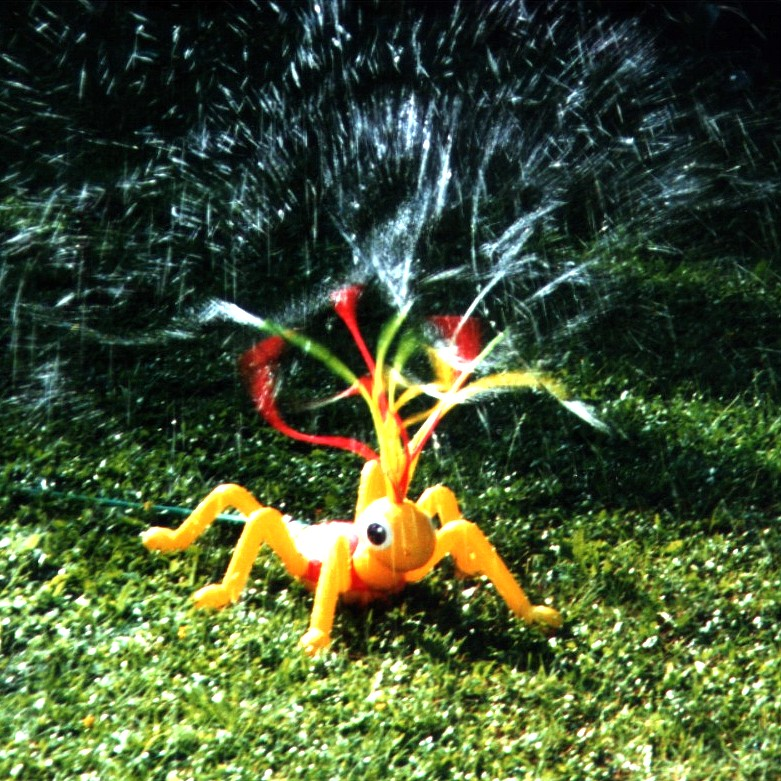
Aspersor para niños

En lo que respecta a la construcción de un aspersor, estos se pueden dividir en dos tipos principales:
- El aspersor de giro mecánico; este toma su energía para girar por medio de la presión del propio líquido antes de su dispersión;
- El aspersor eléctrico; este es propulsado por medio de energía eléctrica que estimula a un rotor-embobinado para que se presente el giro, siendo el más común aquel que necesita una fuente de 24 voltios de corriente alterna para girar, con 0.8 amperios de intensidad.

## Cálculo de un aspersor
Para seleccionar un aspersor se realizan los siguientes cálculos:
- Se debe ubicar el caudal de litros por segundo del aspersor instalado según los datos del fabricante. (Q) para localizar un caudal total (QT) por medio de la fórmula abajo expuesta.
- De la misma forma se deberá conocer la distancia total alcanzada (D.T.A) en el líquido asperjado que se podrá interpretar como metros lineales totales calculado en laboratorio o campo sin resistencia al viento. (A)
- Se ubicará además el ángulo que afecta el área total de influencia de riego que en los aspersores comerciales va de 20° hasta 360°. Los aspersores que no riegan a 360° se conocen como aspersores parciales (part circle) y los que giran los 360° se conocen como aspersores de giro completo (full circle). Se deberá tomar en cuenta que los aspersores parciales van y regresan constantemente, mojando su área de influencia el doble de lo que un aspersor completo (si giran un semicírculo).(a)
- El tiempo en segundos que se pretende mantener en operación el aspersor. (T)

Con estos datos se calcula la lámina de riego (L.R.) de la siguiente manera:
r=DTA
{\displaystyle A(m^{2})={\biggl (}\pi *{r^{2}}{\biggr )}*{\biggr (}{\frac {a}{360}}{\biggr )}}
{\displaystyle QT(litros)={\biggl (}Q\left({\frac {l}{s}}*\right){T(s)}{\biggr )}}    o  en l/min se utiliza
{\displaystyle QT(litros)={\biggl (}Q\left({\frac {l}{min}}*\right){T(min)}{\biggr )}}

{\displaystyle QT(litros)={Q*T}}                       , por lo que necesitas calcularlo en m³....
{\displaystyle QTM3={Q*T(l)}*\left({\frac {(m^{3})}{1000(l)}}\right)} ,pues 1 m³ corresponde a 1000 litros
{\displaystyle QTM3=\left({\frac {Q*T}{1000}}\right)(m^{3})}

Luego, usando
L.R.= QT(m³)  / A (m²)          (el dato da en m), pero como nos interesa la unidad de medida de LR en mm, volvemos a dividir por 1000 y tenemos

{\displaystyle LR={\biggl (}{\frac {QTM3(m^{3})}{A(m^{2})}}{\biggr )}*{\biggl (}{\frac {1000mm}{m}}{\biggr )}=\left({\frac {1000*QTM3}{A}}\right)}  si reemplazo QTM3 por su equivalente QT/1000, obtengo
{\displaystyle LR={\biggl (}{\frac {QT(m^{3})}{1000*A(m^{2})}}*{\frac {1000mm}{m}}{\biggr )}=\left({\frac {QT}{A}}\right)mm}
Por lo que es equivalente y mucho más fácil hacerlo así:

{\displaystyle LR=\left({\frac {QT}{A}}\right)mm},   donde {\displaystyle QT(litros)}  y   {\displaystyle A(m2)}  la superficie calculada
Observación: estos datos son extraídos en la operación de riego en campos de golf, donde los pastos previamente estudiados en campo (bermuda 419, paspalum Salam, paspalum Sea Isle, Bermuda 328) [cita requerida] necesitan una lámina de riego de (1cm) =(10mm)   diario sobre la latitud 31°, sin considerar las pérdidas por evapotranspiración.

## Aspersores subterráneos
Los aspersores subterráneos funcionan mediante tecnología electrónica e hidráulica básica. Al activarse la válvula que conecta el suministro de agua con los aspersores, el solenoide, que se encuentra en la parte superior de la válvula, se magnetiza levantando un pequeño émbolo de acero inoxidable en su centro. Al hacer esto, el émbolo activado (o levantado) permite que el agua salga por la parte superior de un diafragma de goma situado en el centro de la válvula. El agua que se ha cargado y espera en la parte inferior de este mismo diafragma ahora tiene la presión más alta y levanta el diafragma. A continuación, el agua presurizada sale de la válvula a través de una serie de tubos, normalmente de PVC (para sistemas comerciales de alta presión) o de polietileno (para sistemas residenciales de baja presión). Al final de estas tuberías y a ras de suelo (normalmente) se sitúan unos aspersores previamente medidos y espaciados. Estos aspersores pueden ser fijos que tienen un patrón establecido y generalmente rocían entre 1,5 y 2 m (5 y 7 pies), aspersores giratorios completos que pueden rociar un chorro de agua entre 6 y 12 m (20 y 40 pies), o pequeños emisores de goteo que liberan un goteo lento y constante de agua en plantas más delicadas como flores y arbustos. También se recomienda el uso de materiales autóctonos.

## Automatización
Los primeros programadores de riego, electromecánicos, aparecieron hacia la década de 1960 para evitar las repetidas acciones manuales. Estos dispositivos no son muy precisos y son relativamente caros. Con el desarrollo de la electrónica de consumo en las décadas siguientes, los precios bajaron y la precisión aumentó al desaparecer las piezas mecánicas. En la década de 1980 aparecieron los primeros dispositivos periféricos a los programadores, esencialmente sistemas que actuaban en función de la pluviometría, con el fin de optimizar o ahorrar los aportes de agua Unos años más tarde, se creó la "gestión centralizada" basada en microordenadores para grandes complejos como campos de golf o diferentes emplazamientos de una misma ciudad. En la década de 2000, los sensores periféricos, que habían aparecido mucho antes, evolucionaron hacia una mayor tecnicidad, gestionando varios parámetros más allá de la pluviometría Hacia mediados de la década de 2010, se comercializaron los primeros programadores "remotos", bien con tecnología bluetooth que permitía la gestión a corta distancia o wifi que permitía actuar desde cualquier parte del mundo siempre que se dispusiera de conexión a internet.
Además de aliviar la carga del riego manual, el uso de un programador tiene como principal objetivo el ahorro de agua; Estos ahorros son el resultado de varias acciones humanas sobre el temporizador, como la modulación de las duraciones, Estos ahorros son el resultado de varias acciones humanas sobre el programador, como la modulación de duraciones, frecuencias (repeticiones) o cantidades; Pero los objetos periféricos, principalmente los sensores de viento, de insolación, de temperatura o, sobre todo, de precipitaciones, también pueden actuar sin acción humana para disminuir las cantidades de agua suministradas algunos modelos de comunicación a distancia llegan a incluir la evapotranspiración como parámetro, mientras que las generaciones más recientes gestionan la información transmitida por las estaciones meteorológicas locales.

## Riesgos para la salud
En 2017, se informó de que el uso de mangueras de jardín comunes en combinación con boquillas de pulverización puede generar aerosoles que contienen gotas más pequeñas que 10 um, que pueden ser inhaladas por personas cercanas. El agua estancada en una manguera entre usos, especialmente cuando se calienta con el sol, puede albergar el crecimiento y la interacción de Legionella y amebas de vida libre (FLA) en forma de biopelículas en la superficie interior de la manguera. Se han detectado casos clínicos de legionelosis o fiebre de Pontiac asociados a la inhalación de aerosoles de mangueras de jardín que contienen bacterias Legionella.  El informe proporciona densidades microbianas medidas resultantes de condiciones controladas de las mangueras con el fin de cuantificar los riesgos para la salud humana. Las densidades de Legionella spp. identificadas en dos tipos de mangueras resultaron ser similares a las notificadas durante brotes de legionelosis por otras causas. Se ha propuesto mitigar este riesgo drenando las mangueras después de su uso.

## Galería de imágenes

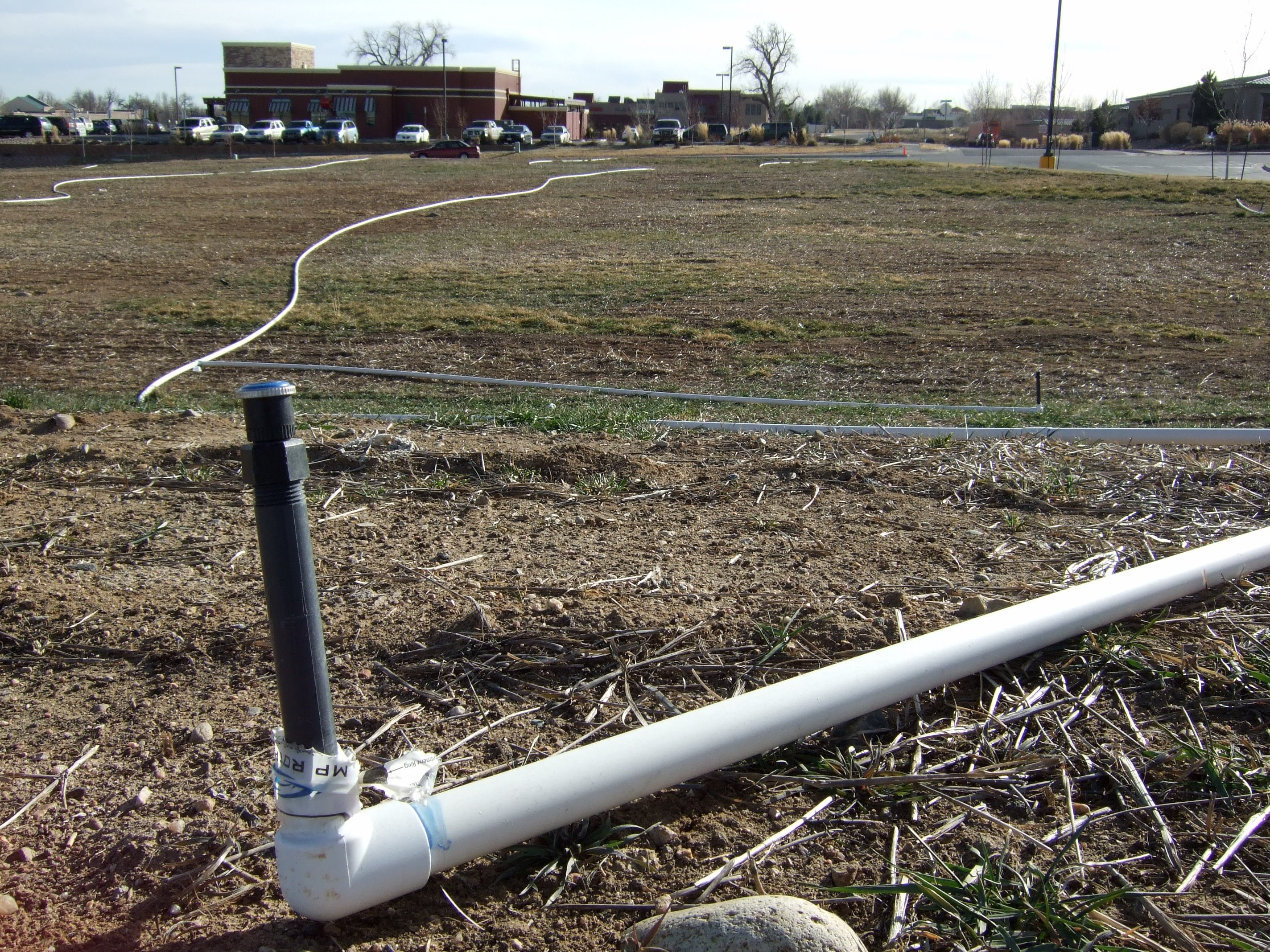
Sistema de riego con boquilla no retráctil en la parte superior de una extensión preparada antes de la instalación
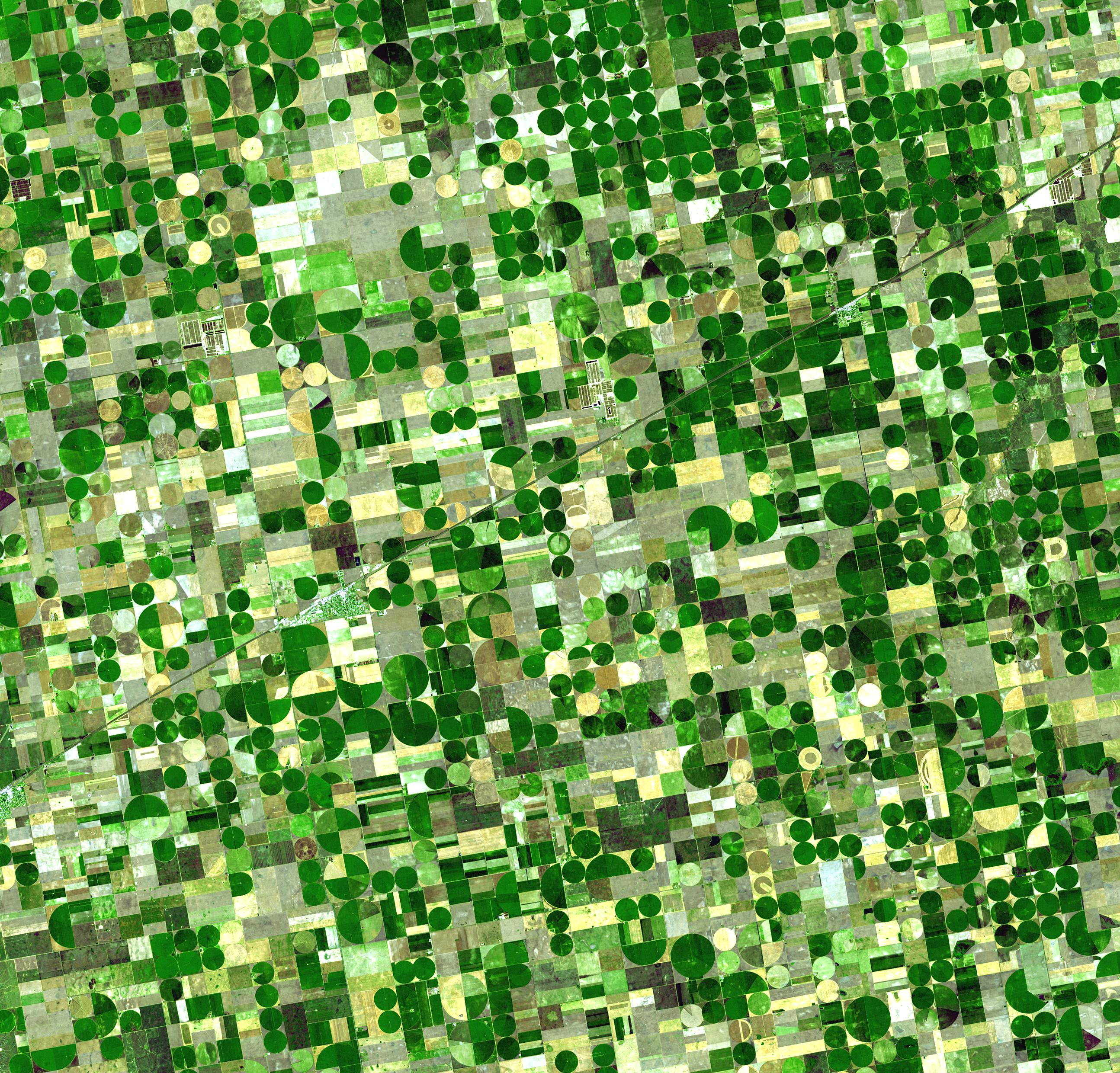
Sistema de aspersores circulares de pivote central, vistos desde satélite en Estados Unidos
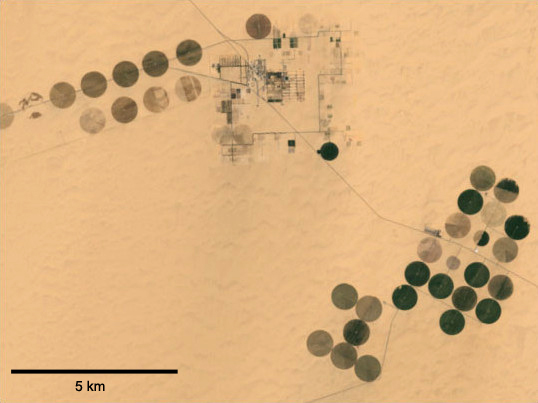
Sistema de riego circular de pivote central, en el corazón del Sahara, con toma de agua de un acuífero fósil (que no puede recargarse). Este sistema desperdicia mucha más agua que un sistema de goteo. (Imágenes de satélite: NASA)
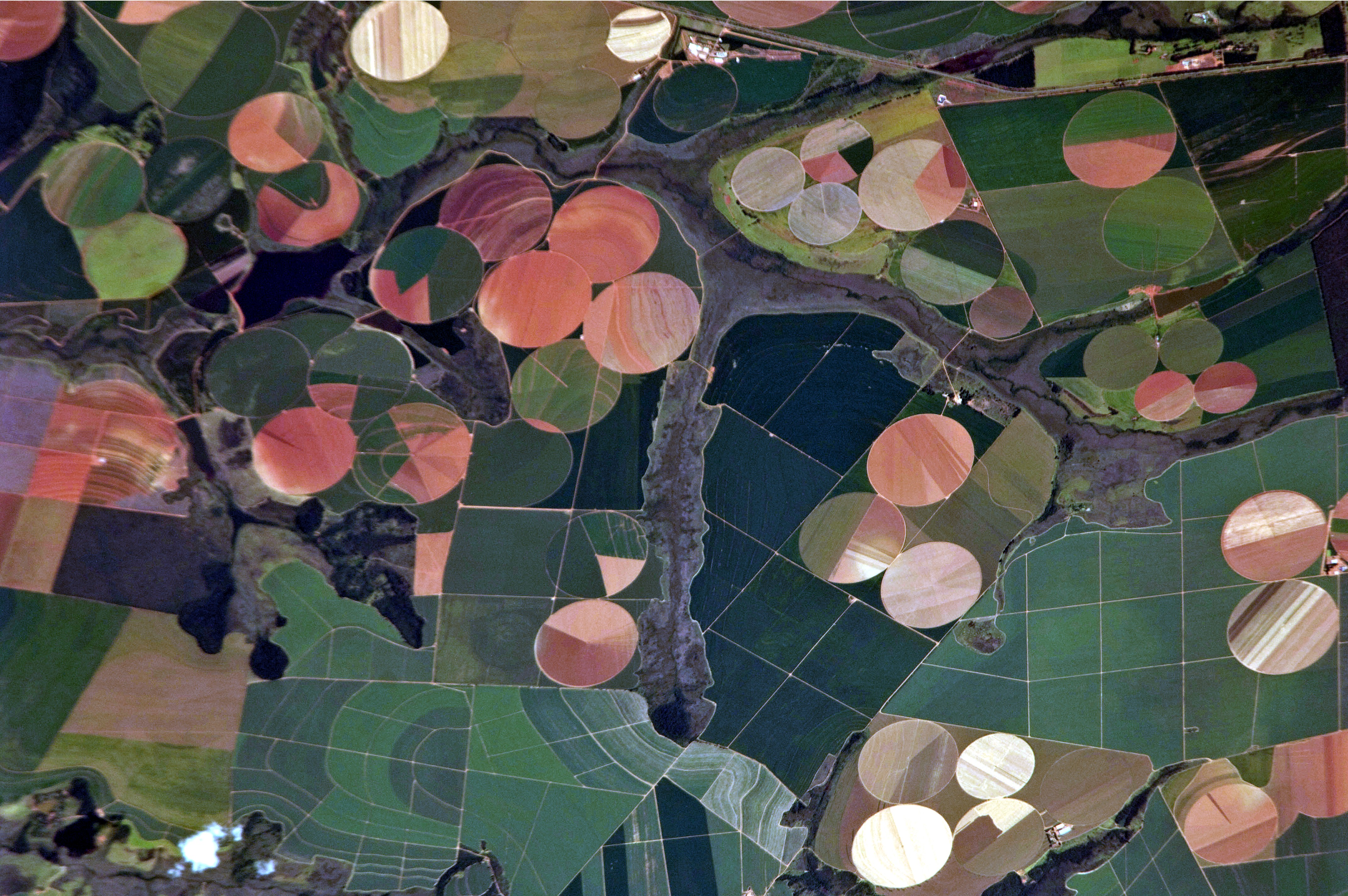
En Minas Gerais (Brasil)
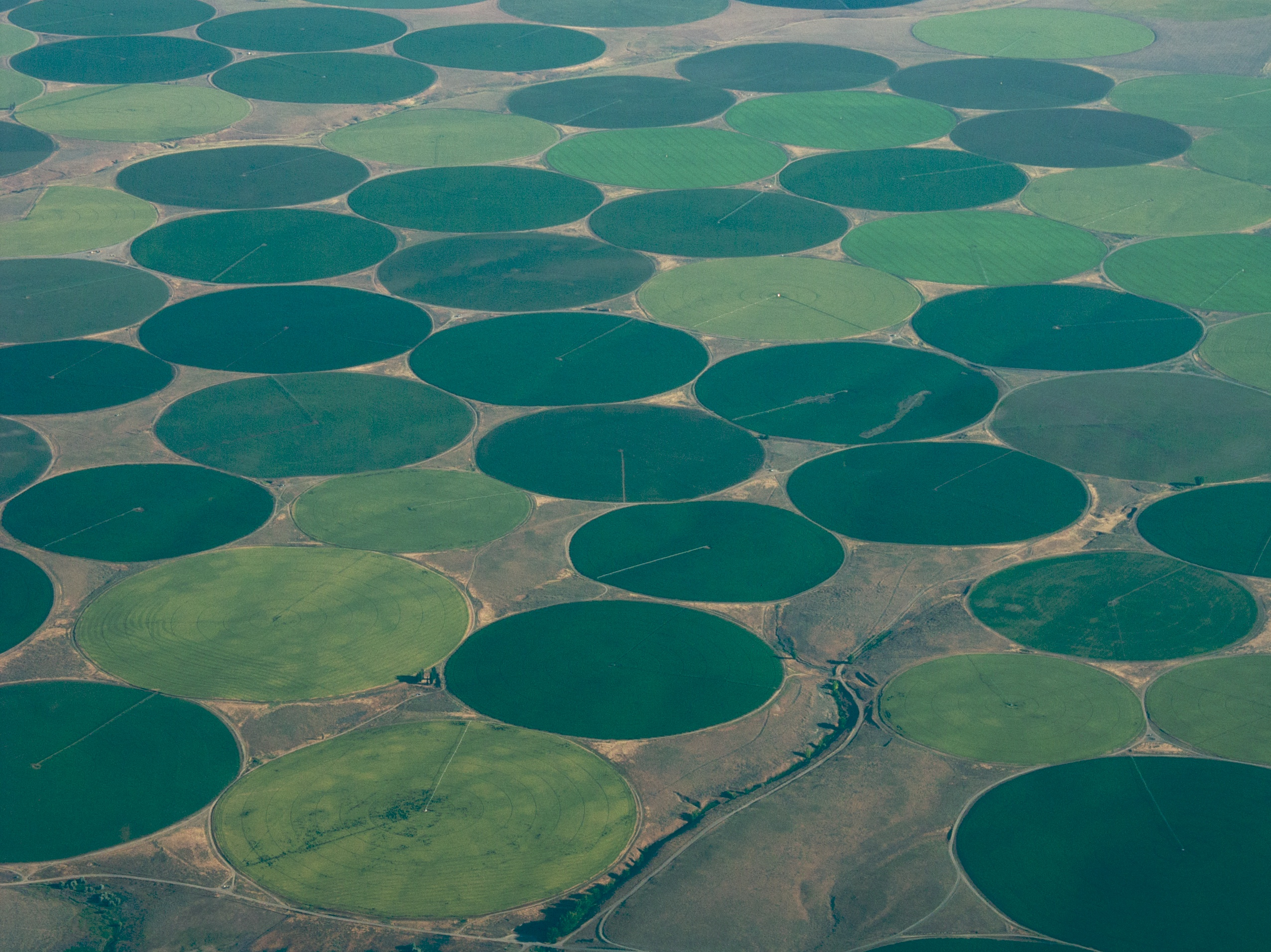
Cerca del río Columbia, estado de Washington, Estados Unidos
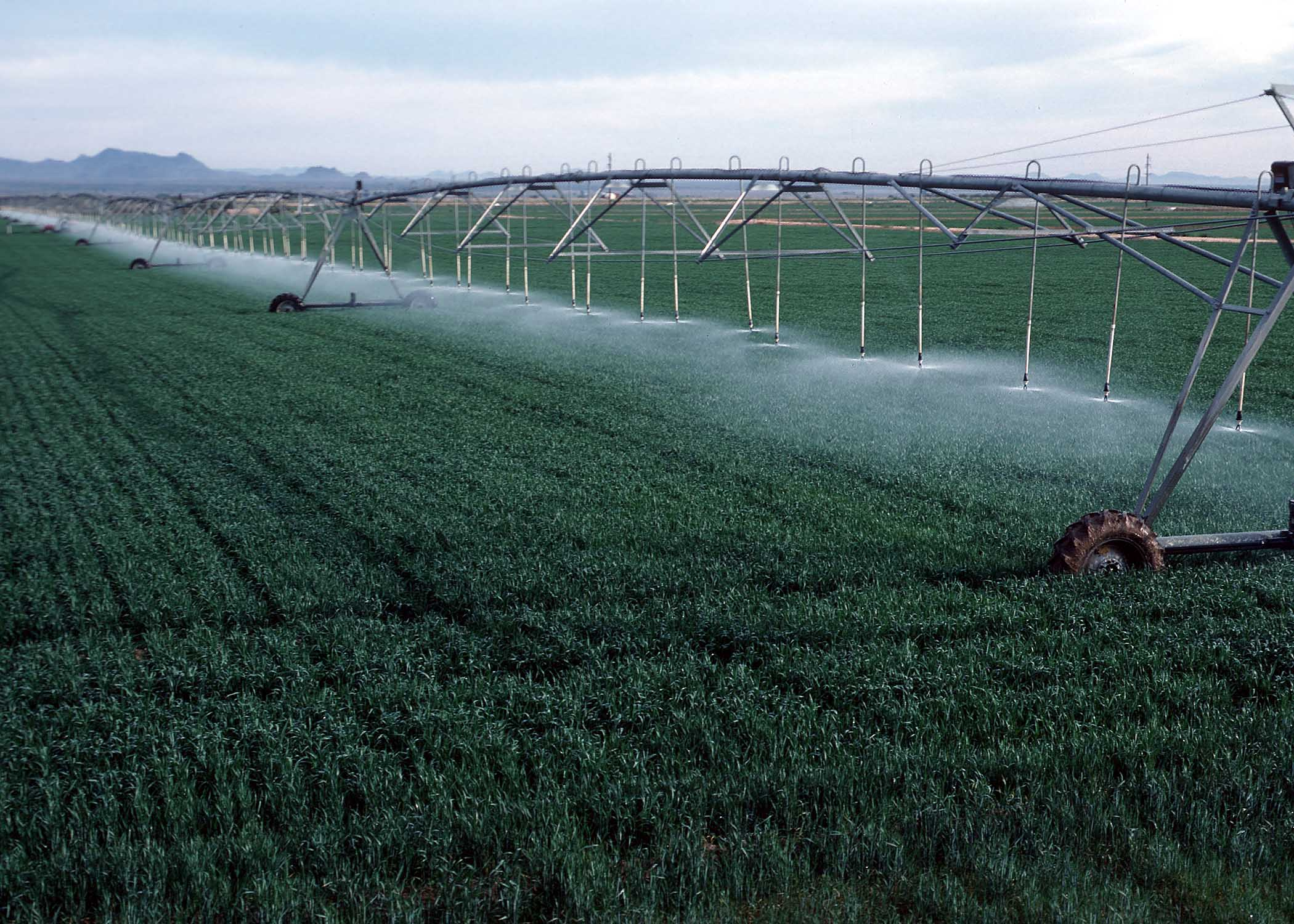
Vista de las ruedas de un sistema de riego de pivote circular
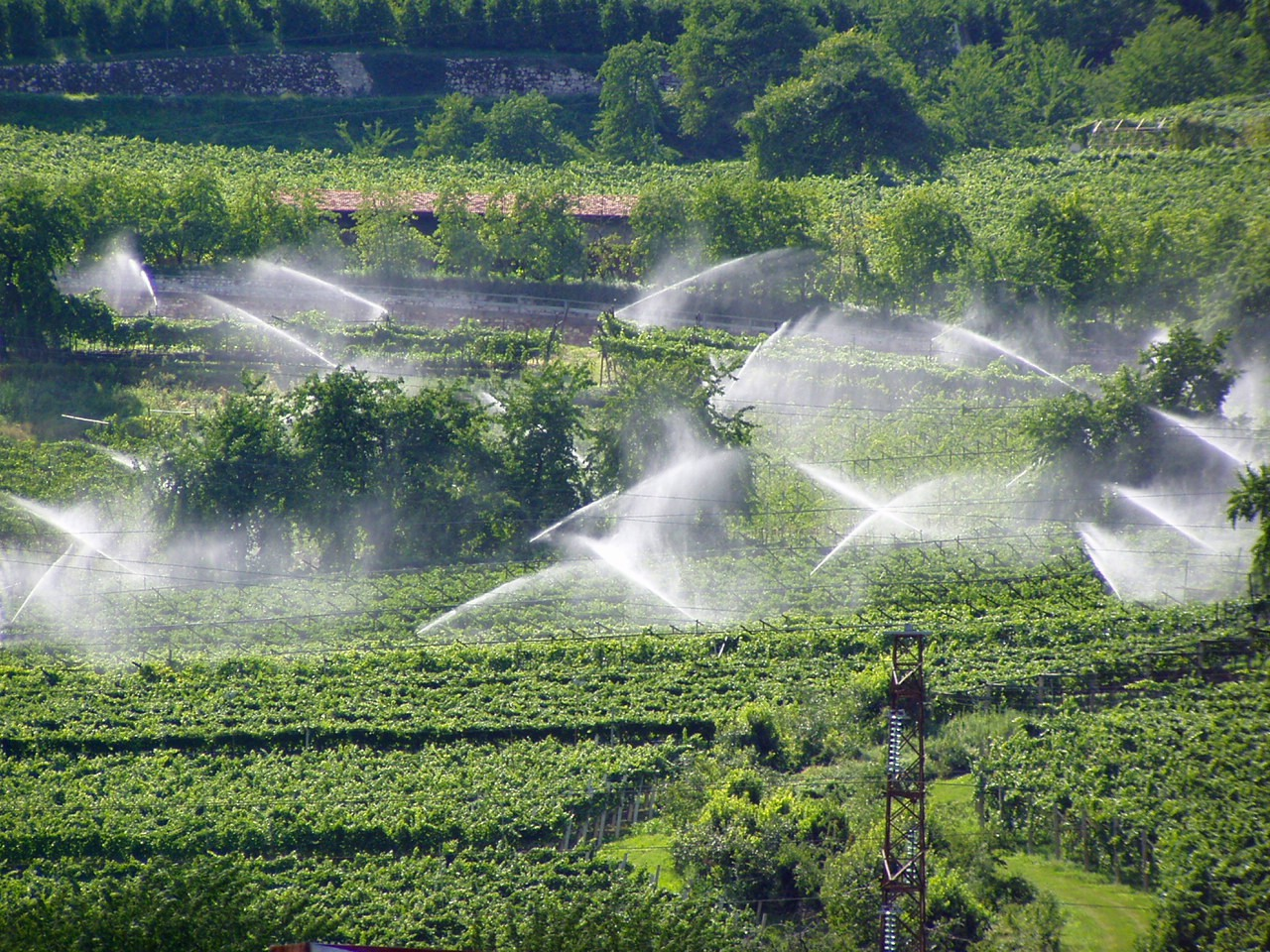
Aspersores regando una viña en el AltoAdigio, Italia
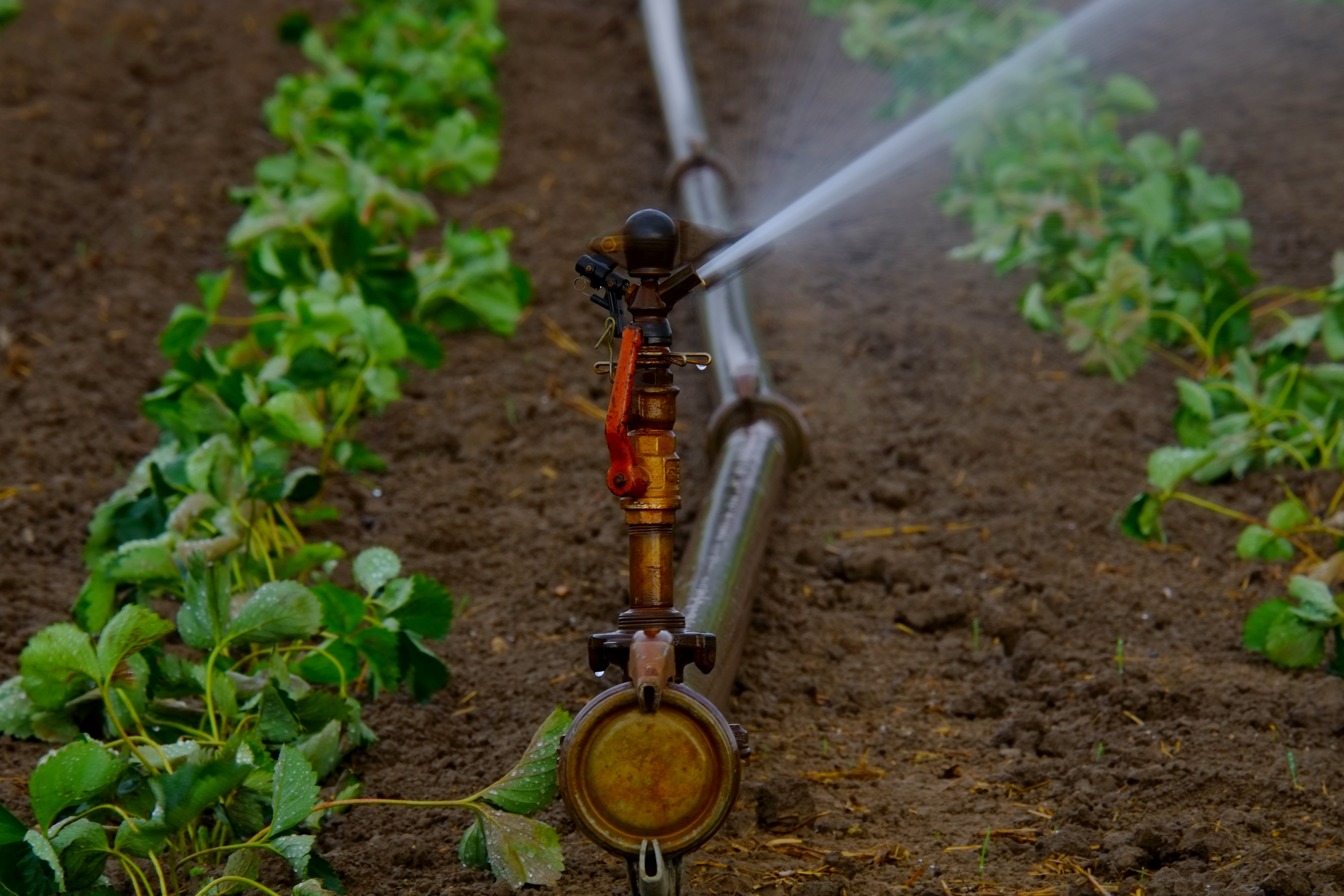
Aspersor en un cultivo de porte bajo
Aspersor mecánico en acción
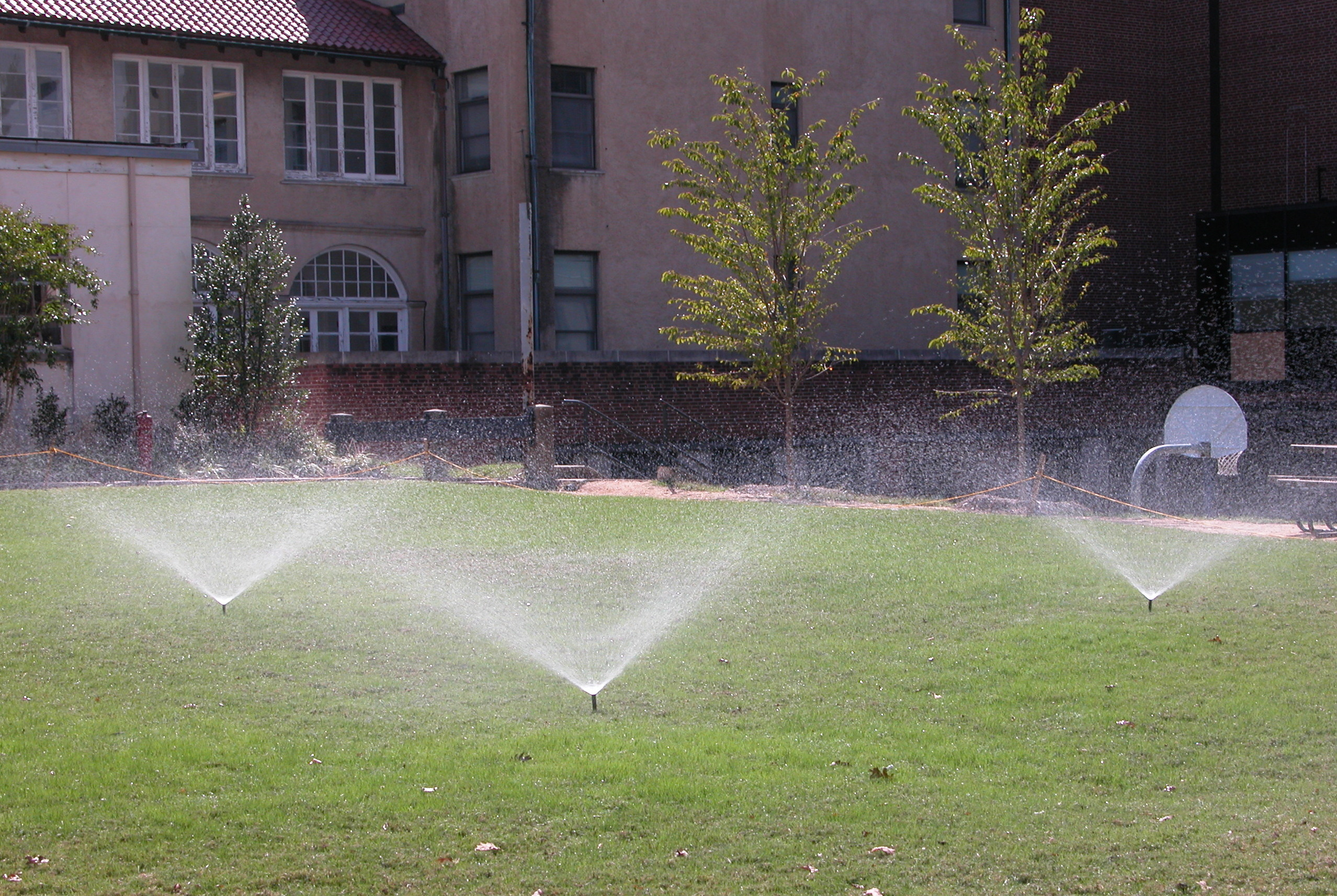
Aspersores de riego en césped